# 太平思順道
太平思順道，清朝设置的道，属于广西省。
光绪十二年（1886年）因为中法战争後，在龙州开关通商，于是设分巡太平归順道，驻龙州厅，下辖太平府、归顺直隶州。光绪十八年（1892年），上思州改为上思直隶厅。改名太平思順道。民国改为镇南道。